# Regionalwahl im Piemont 2019
Die Regionalwahl im Piemont 2019 fand am 26. Mai statt; der Regionalrat und der Präsident der Region wurden gleichzeitig gewählt.

## Wahlergebnis
| Kandidaten                                 | Kandidaten           | Stimmen   | %    | Listen                   | Stimmen   | %    | Mandate |
| ------------------------------------------ | -------------------- | --------- | ---- | ------------------------ | --------- | ---- | ------- |
|                                            | Alberto Ciriogewählt | 1.091.814 | 49,9 | Lega Salvini Piemonte    | 712.703   | 37,1 | 17      |
| Forza Italia                               | Alberto Ciriogewählt | 1.091.814 | 49,9 | 161.137                  | 8,4       | 3    |         |
| Fratelli d’Italia                          | Alberto Ciriogewählt | 1.091.814 | 49,9 | 105.410                  | 5,5       | 2    |         |
| Sì Tav Sì Lavoro per il Piemonte nel Cuore | Alberto Ciriogewählt | 1.091.814 | 49,9 | 27.072                   | 1,4       | –    |         |
| Unione di Centro                           | Alberto Ciriogewählt | 1.091.814 | 49,9 | 22.179                   | 1,2       | –    |         |
| Mandate der Listengruppe                   | Alberto Ciriogewählt | 1.091.814 | 49,9 | –                        | –         | 11   |         |
| ↳ Gesamt                                   | Alberto Ciriogewählt | 1.091.814 | 49,9 | 1.028.501                | 53,6      | 33   |         |
|                                            | Sergio Chiamparino   | 783.805   | 35,8 | Partito Democratico      | 430.902   | 22,4 | 9       |
| Chiamparino per il Piemonte del Sì         | Sergio Chiamparino   | 783.805   | 35,8 | 63.933                   | 3,3       | 1    |         |
| Liberi Uguali Verdi                        | Sergio Chiamparino   | 783.805   | 35,8 | 46.570                   | 2,4       | 1    |         |
| Moderati per Chiamparino                   | Sergio Chiamparino   | 783.805   | 35,8 | 36.125                   | 1,9       | 1    |         |
| +Europa - Sì TAV                           | Sergio Chiamparino   | 783.805   | 35,8 | 34.993                   | 1,8       | –    |         |
| Chiamparino Sì - DemoS                     | Sergio Chiamparino   | 783.805   | 35,8 | 15.096                   | 0,8       | –    |         |
| Italia in Comune                           | Sergio Chiamparino   | 783.805   | 35,8 | 11.183                   | 0,6       | –    |         |
| Nicht gewählte Direktkandidat              | Sergio Chiamparino   | 783.805   | 35,8 | –                        | –         | 1    |         |
| ↳ Gesamt                                   | Sergio Chiamparino   | 783.805   | 35,8 | 638.802                  | 33,3      | 13   |         |
|                                            | Giorgio Bertola      | 298.086   | 13,6 | Movimento 5 Stelle       | 240.975   | 12,5 | 5       |
|                                            | Valter Boero         | 15.935    | 0,7  | Il Popolo della Famiglia | 12.250    | 0,6  | –       |
| Gesamt                                     | Gesamt               | 2.189.640 | 100  |                          | 1.920.576 | 100  | 51      |